# Nevesinje
La municipalidad de Nevesinje se localiza en la región de Trebinje, dentro de la República Srpska, en Bosnia y Herzegovina.

## Localidades
Esta municipalidad de Bosnia y Herzegovina, localizada en República Srpska se compone de las siguientes localidades:
- Batkovići
- Bežđeđe
- Biograd
- Bojišta
- Borovčići
- Bratač
- Budisavlje
- Donja Bijenja
- Donji Drežanj
- Donji Lukavac
- Dramiševo
- Gaj
- Gornja Bijenja
- Gornji Drežanj
- Gornji Lukavac
- Grabovica
- Hrušta
- Humčani
- Jasena
- Jugovići
- Kifino Selo
- Kljen
- Kljuna
- Kovačići
- Krekovi
- Kruševljani
- Lakat
- Luka
- Miljevac
- Nevesinje
- Odžak
- Plužine
- Podgrađe
- Postoljani
- Presjeka
- Pridvorci
- Prkovići
- Rabina
- Rast
- Rilja
- Rogače
- Seljani
- Slato
- Sopilja
- Studenci
- Šehovina
- Šipačno
- Trusina
- Udrežnje
- Zaborani
- Zalom
- Zalužje
- Zovi Do
- Žiljevo
- Žuberin
- Žulja

## Geografía
La municipalidad de Nevesinje está situada en la parte sur de Bosnia y Herzegovina y administrativamente es parte de la entidad de la República Srpska. Este municipio montañoso cubre 1.040 km² (402 millas cuadradas) y su elevación media es de 860 m sobre el nivel del mar. Una gran llanura kartstica predomina en el territorio de la municipalidad de Nevesinje.
Nevesinje tiene un clima típico de la Europa continental, con inviernos largos y fríos y veranos cortos y secos además de calurosos. La mayor cantidad de precipitaciones tienen lugar durante la primavera y en otoño.

## Demografía
Si se considera que la superficie total de este municipio es de 1.044 kilómetros cuadrados y su población está compuesta por unas 14.448 personas, se puede estimar que la densidad poblacional de esta municipalidad es de catorce habitantes por cada kilómetro cuadrado de esta división administrativa.